# Мезометеорологія
Мезометеорологія — розділ метеорології, що розглядає атмосферні процеси проміжного розміру між мікрометеорологічними та синоптичними, тобто із характерним просторовим розміром від кількох кілометрів до кількох сотень кілометрів. Типовими прикладами процесів на цій шкалі є бризи, лінії шквалу і мезометеорологічні конвекційні системи, зокрема тропічні циклони. На мезометеорологічній шкалі є важливими вертикальні повітряні потоки, що можуть перевищувати за швидкістю горизонтальні.